# 吳海鰲
吳海鏊（？—1598年），號霽陽，直隸常州府無錫縣人，明朝政治人物。

## 生平
萬曆七年（1579年）己卯科應天鄉試舉人。萬曆二十年（1592年），登壬辰科第三甲第一百八十二名進士，通政司觀政，二十一年授行人，二十三年仕至行人司副，二十六年卒。

## 家族
曾祖吳員；祖父吳程；父吳豪。